# Alsódobsza
Alsódobsza ist eine Gemeinde im Komitat Borsod-Abaúj-Zemplén.

## Geografische Lage
Alsódobsza liegt am linken Ufer des Flusses Hernád im Norden Ungarns, 22 Kilometer vom Komitatssitz Miskolc entfernt.
Nachbargemeinden sind Megyaszó 4 km und Sóstófalva 3 km.
Die nächste Stadt Szerencs ist 15 km von Alsódobsza entfernt.

## Sehenswürdigkeiten
- Reformierte Kirche

## Verkehr
Durch Alsódobsza verläuft die Landstraße Nr. 3702. Der nächstgelegene Bahnhof befindet sich südwestlich in Onga.